# Édouard Bouffard
Pour les articles homonymes, voir Bouffard.
Édouard Bouffard (30 août 1858 - 12 décembre 1903) est un avocat et homme politique québécois. Il a représenté Montmorency à l'Assemblée législative du Québec entre 1896 et 1900 en tant que conservateur.

## Biographie
Il est né à Saint-Laurent-de-l'Île-d'Orléans (Canada-Est, le fils de David Bouffard et Françoise Chabot, et instruit au Séminaire de Québec. Il a été admis au Barreau du Québec en 1884 et mis en place la pratique dans la ville de Québec.
Il a été élu à l'Assemblée législative du Québec dans une élection tenue après 1896 à la suite de l'élection de Thomas Chase-Casgrain à la Chambre des communes du Canada. Bouffard a été réélu en 1897 mais battu quand il a couru pour la réélection en 1900. En 1901, il épousa Mary Ann Bennet. Il est mort dans la ville de Québec à l'âge de 45 ans.
Il est inhumé au cimetière Saint-Charles, à Québec.